# Cmentarz wojenny nr 76 – Siary
Cmentarz wojenny nr 76 – Siary – zabytkowy cmentarz z I wojny światowej, zaprojektowany przez Hansa Mayra, położony na terenie wsi Siary w gminie Sękowa w powiecie gorlickim w województwie małopolskim. Jeden z ponad 400 zachodniogalicyjskich cmentarzy wojennych zbudowanych przez Oddział Grobów Wojennych C. i K. Komendantury Wojskowej w Krakowie. Należy do Okręgu III Gorlice.

## Opis
Cmentarz znajduje się na wysokim grzbiecie między Siarami a Ropicą Polską, na działkach ewidencyjnych nr 1019/2 i 1026/2. Ma kształt prostokąta o powierzchni ogrodzonej około 220 m². Cmentarz ogrodzony jest płotem drewnianym z furtką od strony zachodniej. Głównym elementem architektonicznym obiektu jest wysoki centralny krzyż drewniany z półkolistym blaszanym nakryciem profilowanym na obrzeżu. Mogiły w układzie symetrycznym ujęte w kamienne obramowania. Nagrobki osadzone w betonowych cokołach w formie żeliwnych krzyży: dużych jednoramiennych oraz małych jedno- i dwuramiennych. 
Na cmentarzu pochowano 68 żołnierzy w 6 mogiłach zbiorowych:
- 40 żołnierzy austro-węgierskich z 18 Pułku Piechoty
- 28 żołnierzy rosyjskich

poległych w grudniu 1914 i 1915.

## Galeria

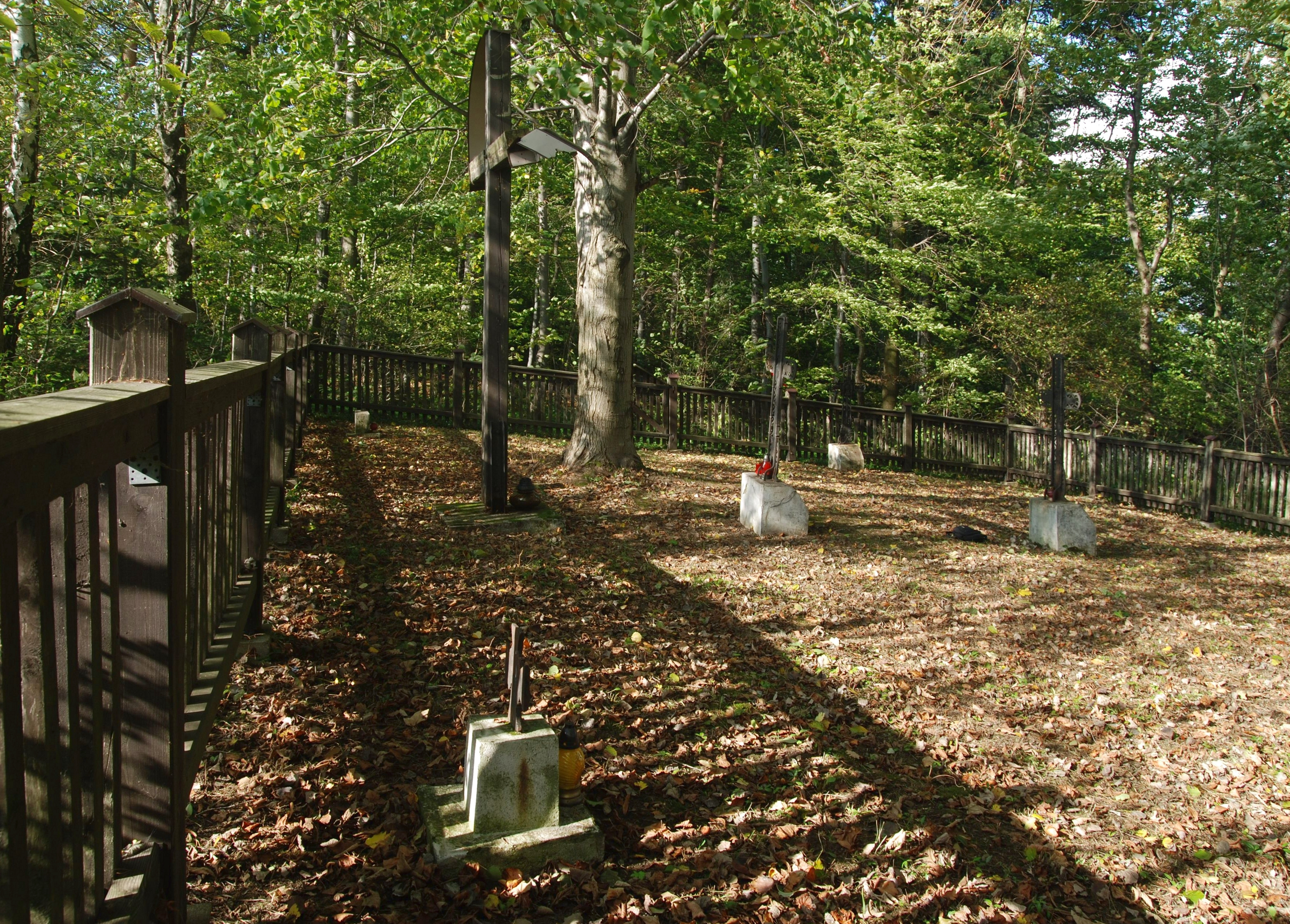
Fragment cmentarza
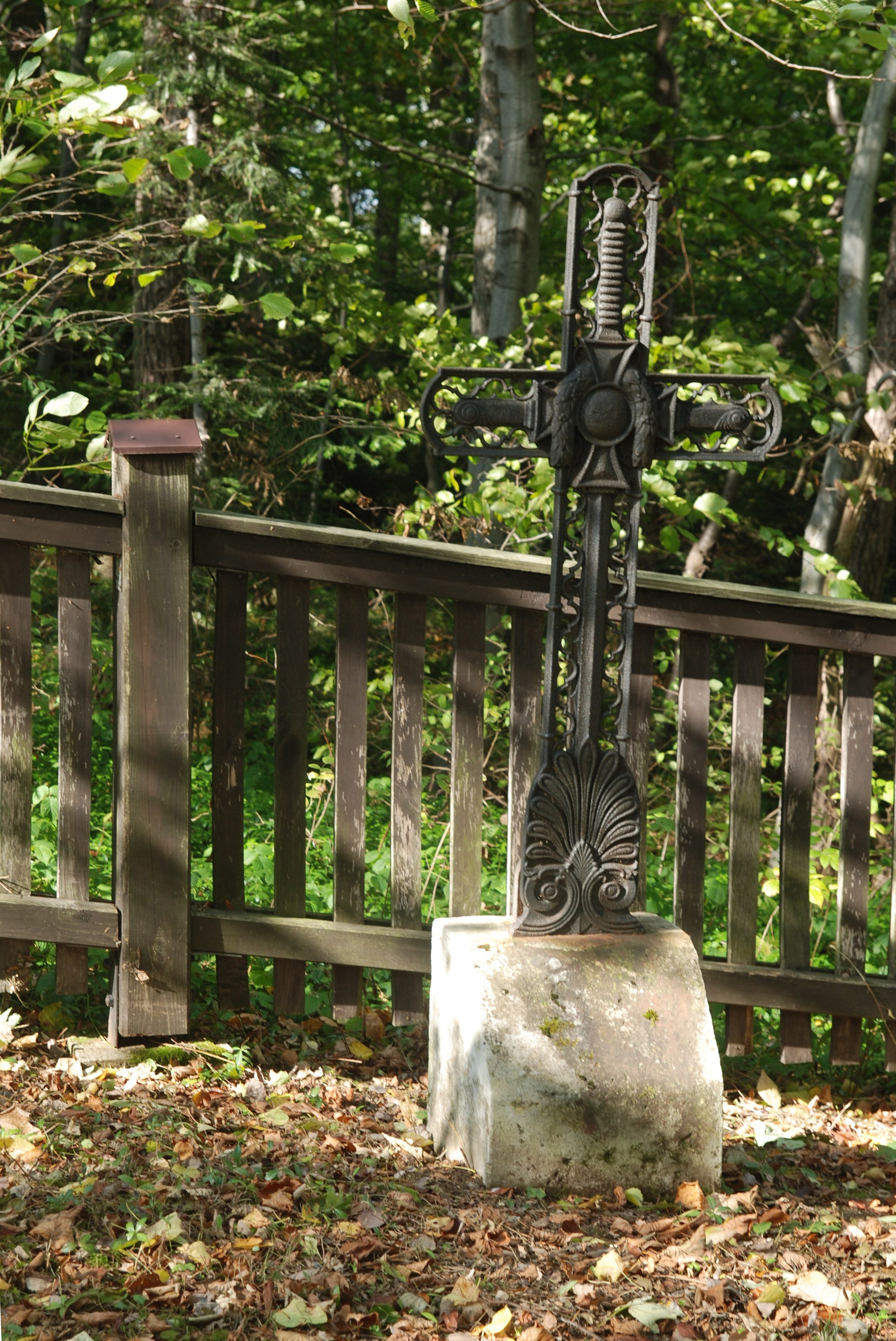
Duży krzyż austriacki
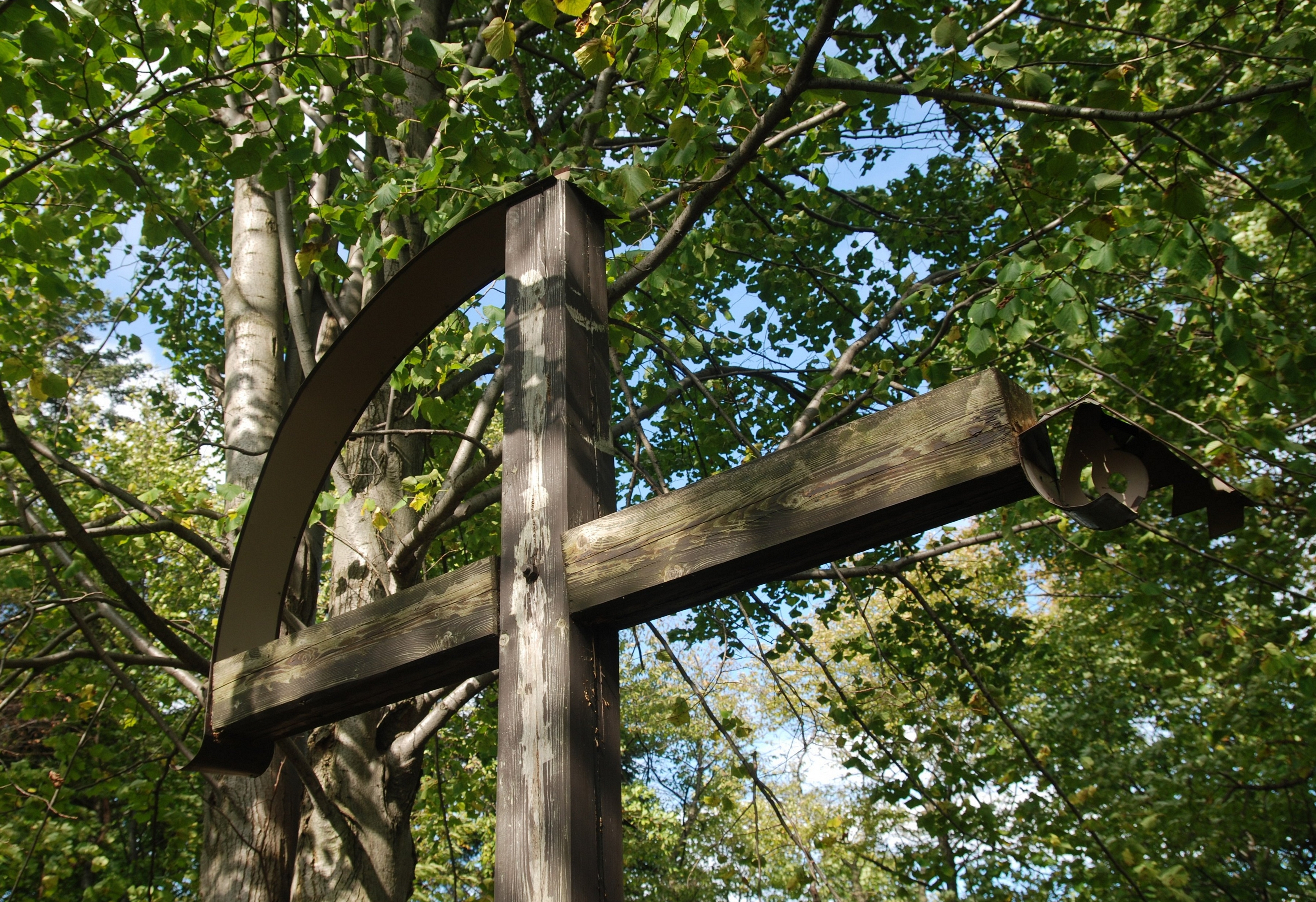
Pomnik centralny
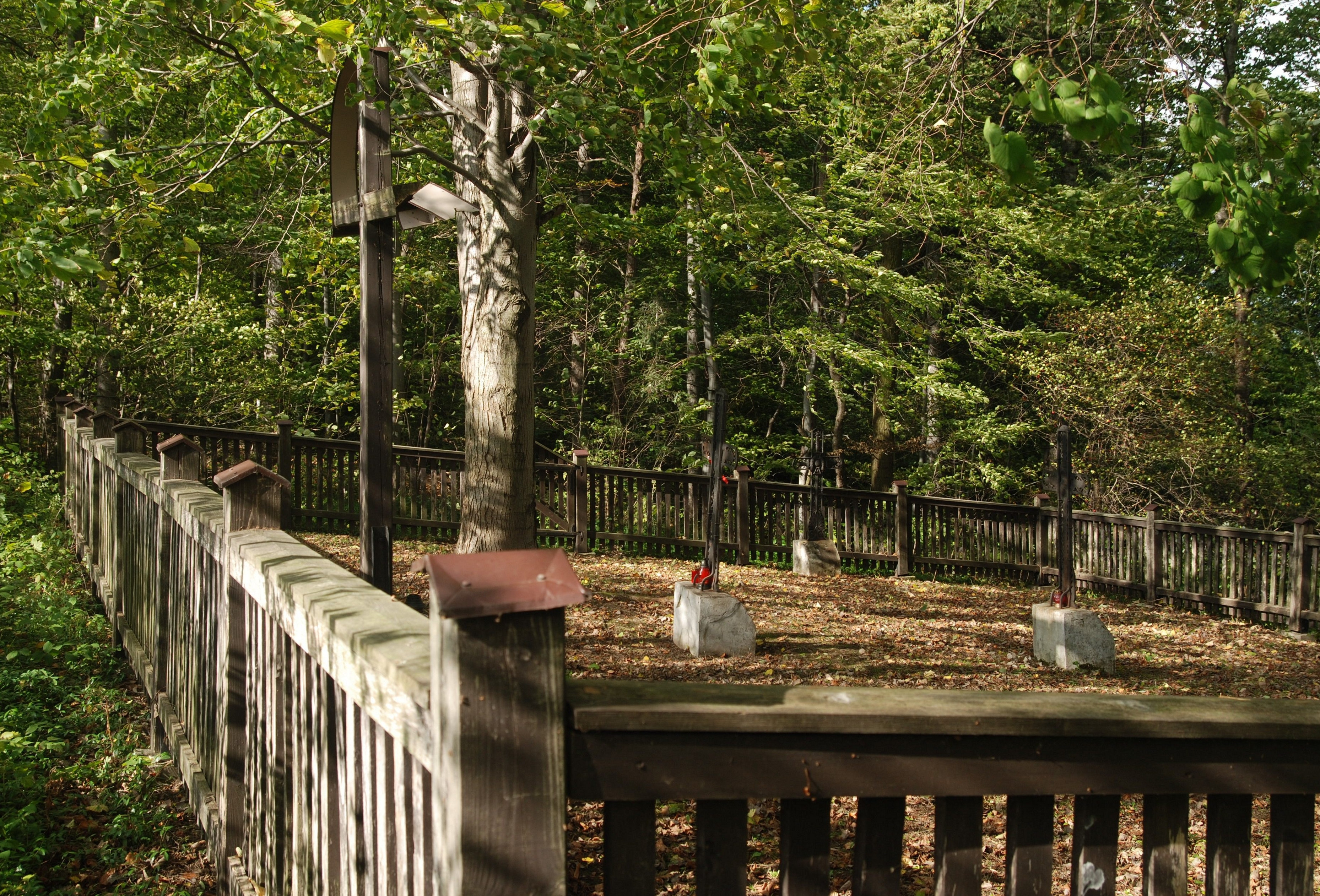
Fragment cmentarza
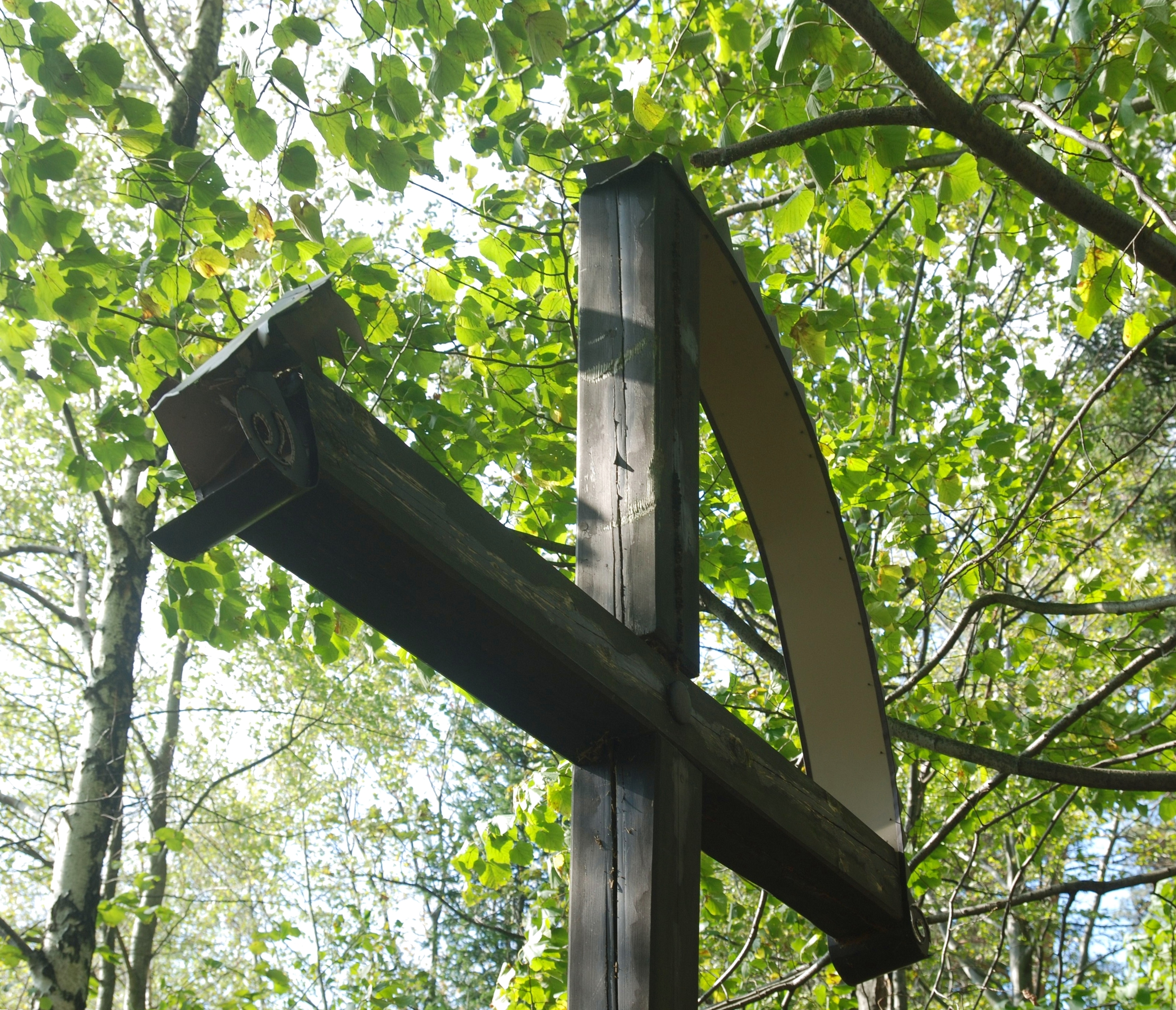
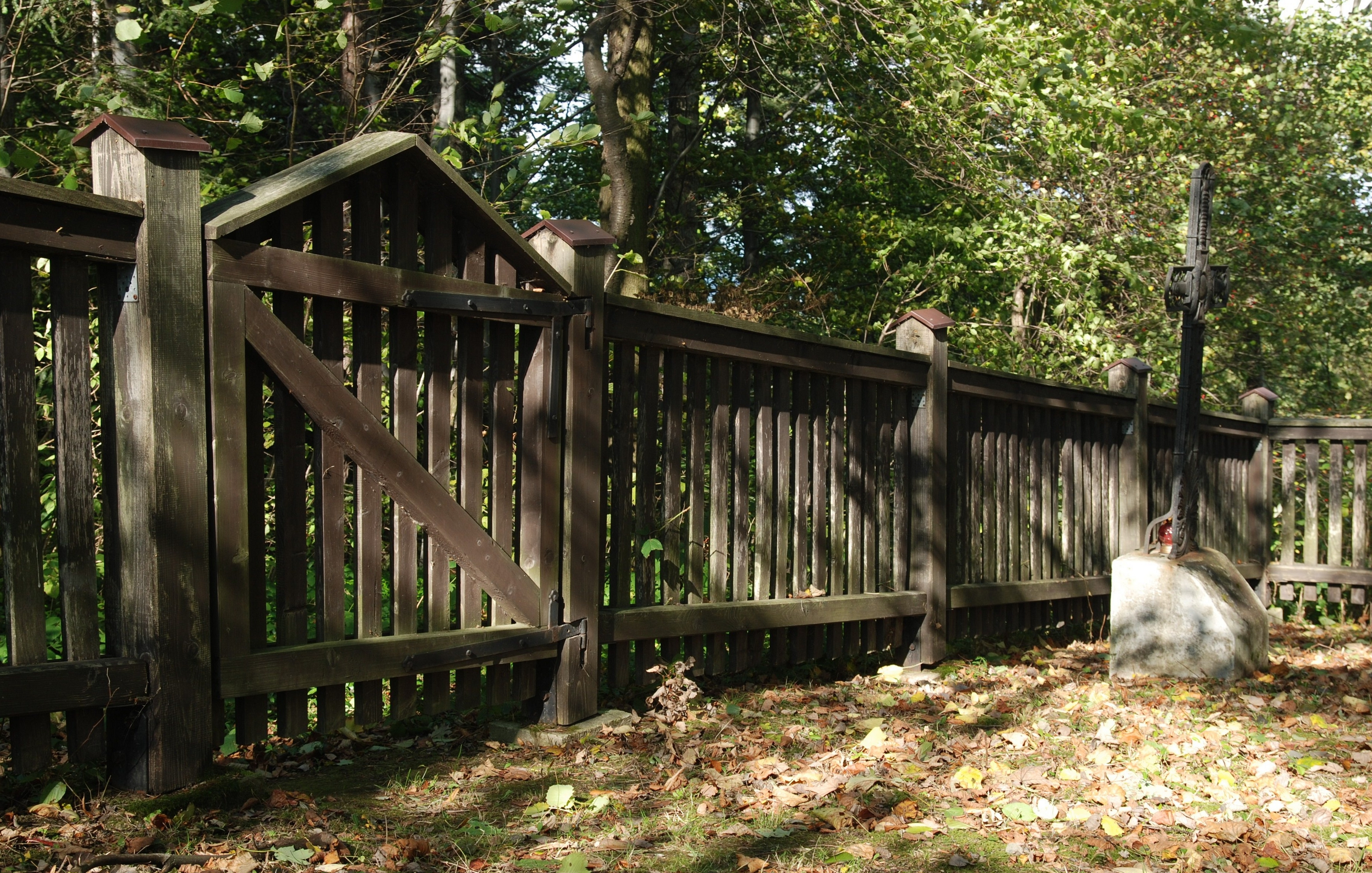
Furtka